# Fevillea bahiensis
Fevillea bahiensis là một loài thực vật có hoa trong họ Cucurbitaceae. Loài này được G.L.Rob. & Wunderlin mô tả khoa học đầu tiên năm 2005.